# Smaragdvlekduif
De smaragdvlekduif (Turtur chalcospilos) is een vogel uit de familie Columbidae. De vogel werd in 1827 door  Johann Georg Wagler geldig beschreven als Columba Chalcospilos.

## Kenmerken
De vogel is gemiddeld 20 cm lang en weegt 50 tot 71 gram. De vogel lijkt sterk op de zwartsnavelduif, hij is overwegend grijs, van onderen lichter dan van boven. Het voorhoofd is bijna wit en wordt naar de kruin toe blauwgrijs. Er loopt een smalle streep van de snavel naar het oog. Opvallend zijn twee glanzend smaragdgroene vlekken op de vleugel en vier horizontale donkere banden achter op de rug. De poten zijn purperrood; de snavel is aan de punt donker en aan de basis ook purperrood.

## Leefwijze
Het voedsel bestaat uit meerdere soorten zaden die van de grond worden opgepikt, verder gras, slakken en termieten.

## Verspreiding en leefgebied
Deze soort komt voor in de savannegebieden van Ethiopië en Somalië tot Angola, Namibië en Zuid-Afrika. Het leefgebied bestaat uit droge loofbossen en struikgewas, maar ook wel open cultuurlandschap tot op 2000 m boven de zeespiegel, maar meestal onder de 1600 m.

## Status
De grootte van de wereldpopulatie is niet gekwantificeerd, maar de vogel is algemeen en plaatselijk talrijk. Men veronderstelt dat de soort in aantal stabiel is. Om deze redenen staat de smaragdvlekduif als niet bedreigd op de Rode Lijst van de IUCN.